# Dekanat sisačko-pešćenički
Dekanat sisačko-pešćenički – jeden z 8 dekanatów rzymskokatolickich wchodzących w skład archidiakonatu katedralnego diecezji sisackiej w Chorwacji. 
Według danych na październik 2015 roku, w jego skład wchodziło 9 parafii.

## Lista parafii
Źródło:
| Lp. | Miejscowość    | Parafia                                        | Proboszcz             | Kościół                                                       | Grafika |
| --- | -------------- | ---------------------------------------------- | --------------------- | ------------------------------------------------------------- | ------- |
| 1   | Lekenik        | Parafia św. Jana Chrzciciela                   | preč. Tugomil Radiček | Katedra św. Jana Chrzciciela w Lekenik                        |         |
| 2   | Martinska Ves  | Parafia św. Marcina, biskupa                   | vlč. Mato Malekinušić | Kościół św. Marcina w Martinska Ves                           |         |
| 3   | Odra Sisačka   | Parafia św. Antona, pustelnika                 | vlč. Saša Jozić       | Kościół św. Antona pustelnika w Odra Sisačka                  |         |
| 4   | Pešćenica      | Parafia Wniebowzięcia Najświętszej Maryi Panny | vlč. Branimir Motočić | Kościół Wniebowzięcia Najświętszej Maryi Panny w Pešćenica    |         |
| 5   | Sela kod Siska | Parafia św. Marii Magdaleny                    | preč. Mato Sukalić    | Kościół św. Marii Magdaleny w Sela kod Siska                  |         |
| 6   | Stari Farkašić | Parafia Nawiedzenia Najświętszej Maryi Panny   | vlč. Mladen Vidak     | Kościół Nawiedzenia Najświętszej Maryi Panny w Stari Farkašić |         |
| 7   | Šišinec        | Parafia św. Marty                              | vlč. Mladen Vidak     | Kościół św. Marty w Šišinec                                   |         |
| 8   | Žažina         | Parafia św. Mikołaja, biskupa i św. Wita       | vlč. Mladen Vidak     | Kościół św. Mikołaja i św. Wita w Žažina                      |         |
| 9   | Veleševec      | Parafia św. Piotra Apostoła                    | vlč. Jakob Marković   | Kościół św. Piotra w Veleševec                                |         |